# Podgaj (przysiółek w powiecie średzkim)
Podgaj – przysiółek w Polsce, położony w województwie wielkopolskim, w powiecie średzkim, w gminie Środa Wielkopolska. Miejscowość wchodzi w skład sołectwa Romanowo.
W latach 1975–1998 miejscowość administracyjnie należała do województwa poznańskiego.
We wsi znajduje się budynek, w którym w latach 1940-1943 ukrywał się komendant Inspektoratu Rejonowego Armii Krajowej Środa Wlkp. - porucznik Alfred Furmański, pseudonim Maciej. Pomocy udzielił mu nauczyciel lokalnej szkoły, plutonowy Michał Matłowski. W tych samych latach w domu tym znajdował się punkt nasłuchowy AK Radia BBC. Wydarzenia te upamiętnia Głaz Alfreda Furmańskiego zlokalizowany przy skrzyżowaniu z drogą do Babina, przy opisywanym domu. Głaz ufundowało społeczeństwo Ziemi Średzkiej w 67. rocznicę utworzenia średzkiego rejonowego inspektoratu AK (2009).